# Bernard Gravier
Bernard Rémy Léopold Adolphe Octave Gravier (ur. 20 lutego 1881 w Tulon, zm. 14 sierpnia 1923 w Paryżu) – francuski szermierz, złoty medalista olimpijski.
Na igrzyskach olimpijskich w Londynie w 1908 roku wspólnie z Alexandre’em Lippmannem, Gastonem Alibertem, Eugène’em Olivierem, Hermanem Bergerem, Charles’em Collignonem i Jeanem Sternem zwyciężył w szpadzie drużynowej. W turnieju indywidualnym odpadł w drugiej rundzie. Były to jego jedyne starty olimpijskie.
Nie zdobył medalu mistrzostw świata.